# Daphnandra johnsonii
Daphnandra johnsonii, llamado localmente en Australia illawarra socketwood es un raro árbol del bosque templado húmedo en el distrito de Illawarra en el este de Australia.

## Conservación y amenazas
La mayoría de los 41 sitios están bajo amenazas del clareo para la agricultura, expansión urbana, animales salvajes, malezas, uso inapropiado del fuego y herbicidas, explotación de canteras, y construcción de carreteras. Solo dos poblaciones están preservadas en el sistema de reservas. Las poblaciones más grandes y más saludables se encuentran en propiedad privada.

## Hábitat
Usualmente crece a menos de 150 metros sobre el nivel del mar, en suelos volcánicos en bosque subtropical. Ocasionalmente hasta 350 metros sobre el nivel del mar. Con frecuencia por arroyos, o cuestas rocosas secas. También en bosque perturbado y márgenes de la foresta lluviosa. Distribuido desde el poblado de Berry en el sur hasta el suburbio de Scarborough cerca de Wollongong en el norte de Illawarra (34° S).

## Nombre y taxonomía
Es un miembro de la familia Atherospermataceae de la antigua Gondwana, Daphnandra johnsonii es una especie en peligro de extinción. Anteriormente se consideró como la población más austral de Daphnandra micrantha. Recientemente se ha reconocido como una especie separada. 

## Descripción
Es un árbol de talla mediana. Crece a alrededor de 20 metros de alto y un diámetro del tronco de 30 cm, con una copa amplia y que da sombra. El tronco es de color beige, cilíndrico con poco ensanchamiento en la base. La corteza es bastante lisa con algunas pústulas elevadas de color más oscuro. Las ramas son bastante gruesas con lenticelas. Más anchos y más aplanados en los nódulos. Las cicatrices de las hojas son evidentes. Los brotes de las hojas con vellos suaves.

### Hojas
Las hojas son de forma ovada o elíptica, de 6 a 12 cm de largo, 1.5 cm a 6 cm de ancho con una punta en ángulo afilada. Las hojas son opuestas en el tallo, prominentemente dentadas, de 7 a 9 dientes en cada borde de la hoja. El tercio inferior de la hoja no tiene aserraduras. El punto de la base de la hoja hasta la primera aserradura es casi en línea recta. El envés es de color verde pálido brilloso, el haz es de color verde oscuro opaco.
La nervadura de la hoja es más evidente en el envés. Las venas laterales no son claras en el haz. La vena central está levantada por ambos lados de la hoja. Hay seis o siete pares de hojas levantadas. Los tallos de las hojas miden de 2 a 7 mm de largo, y son lisos. Las hojas viejas se hacen pálidas y se vuelven amarillas en el tallo.

#### Comparación de la hoja conDoryphora sassafras
Las hojas son similares a Doryphora sassafras (sasafrás australiano). Hay uno o dos dientes por centímetro en Daphnandra johnsonii. La vena central está levantada en el haz y el envés de Daphnandra johnsonii. Las venas laterales del sasafrás australiano están en un ángulo menos agudo que en Daphnandra johnsonii. Las venas laterales de Daphnandra johnsonii se encuentran en un ángulo agudo a aproximadamente 40 grados en relación con la vena central de la hoja.
El aroma de la hoja es más ligero y "jabonoso" en Daphnandra johnsonii. Las hojas del sasafrás australiano son más aromáticas, usualmente con la aserradura menos burda y la vena central está hundida en la superficie exteriory son también más anchas y más duras al tacto.

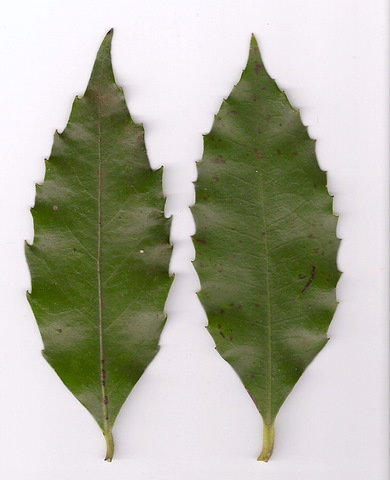
Hoja de Daphnandra johnsonii (izquierda), sasafrás australiano (derecha)
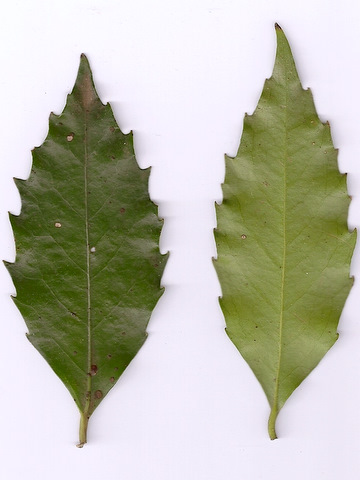
Daphnandra johnsonii, hojas examinadas en el haz y el envés
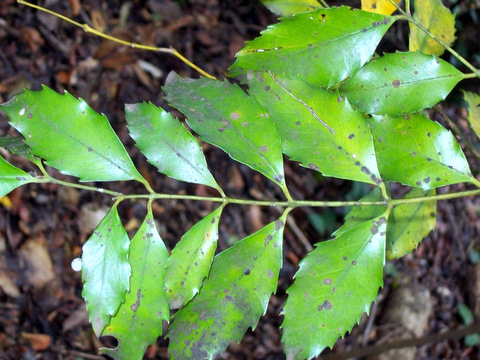
Daphnandra johnsonii
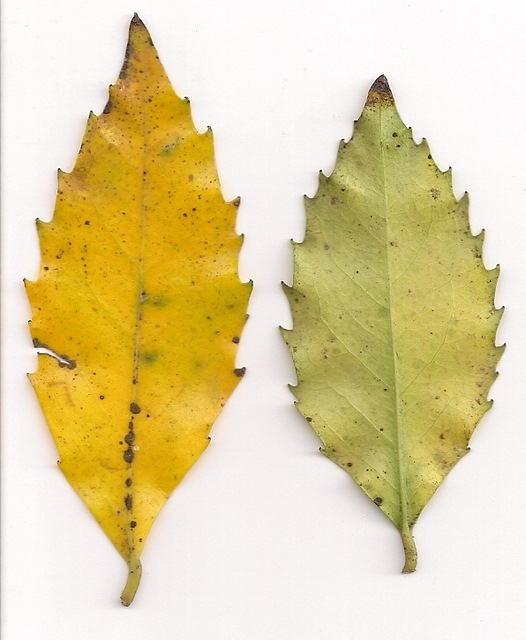
Daphnandra johnsonii, hojas viejas

### Flores y fruto
Las flores diminutas aparecen en primavera, en largos tallos florales. Las flores blancas con los márgenes rojos rosáceos. Se forman en panículas o racimos, de 3 a 8 cm de largo. Los sépalos y pétalos miden alrededor de desde 1 a 3 mm. La cápsula frutal es leñosa y sin vello, mide alrededor de 15 a 20 mm de largo. Se abre en dos secciones. Las semillas plumosas maduran entre agosto y octubre. 

#### Regeneración
Las semillas germinan rápidamente después de un mes de sembrarse.
Las plantas con frecuencia no producen frutos fértiles en la naturaleza y son más cortos y más redondos que los que si son viables. Ese pequeño fruto que parece agalla y está desprovisto de semilla pero contiene muchos vellos sedosos o plumas que normalmente están unidos a las semillas. Algunos árboles contienen una mezcla de ambos  frutos cortos en agalla, y largos frutos fértiles, la mayoría de los árboles solo parecen producir frutos en agallas y los árboles que producen solo frutos son raros.
También tiene una habilidad limitada de colonizar nuevas áreas. Su principal estrategia de es la habilidad de brotar desde la raíz y el tronco por medio de vástagos.

## Taxonomía

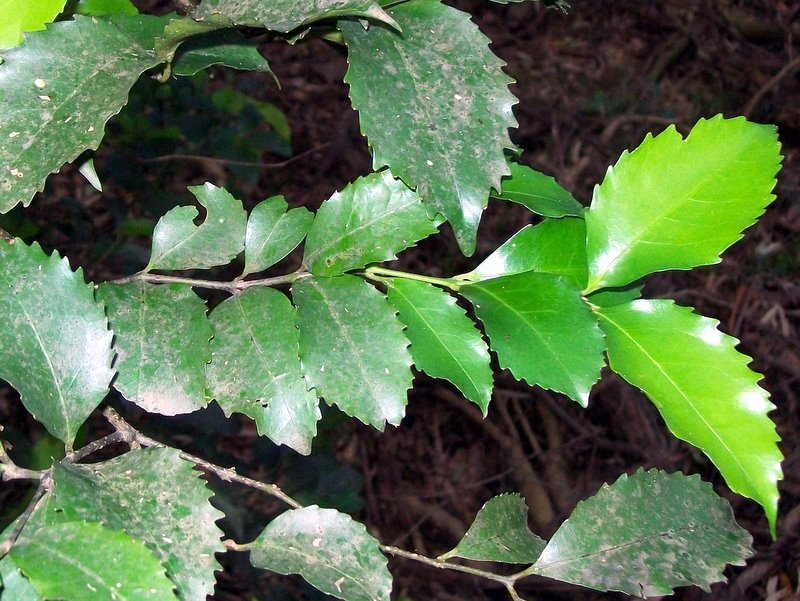
Hojas de Daphnandra johnsonii

Daphnandra johnsonii fue descrito por Carlos Linneo  y publicado en Species Plantarum 1: 309. 1753.
Etimología
```
Daphnandra
: nombre genérico que se refiere a la similitud de las 
anteras
 con el 
laurel común
. El griego 
daphne
 alude al laurel común, y la palabra 
andros
 significa hombre.
[
8
]
```

johnsonii: epíteto otorgado en honor de L.A.S. Johnson que recolectó el espécimen tipo en el distrito de Illawarra por quien la especie fue nombrada por Richard Schodde. 